# Dipankar Bhattacharjee

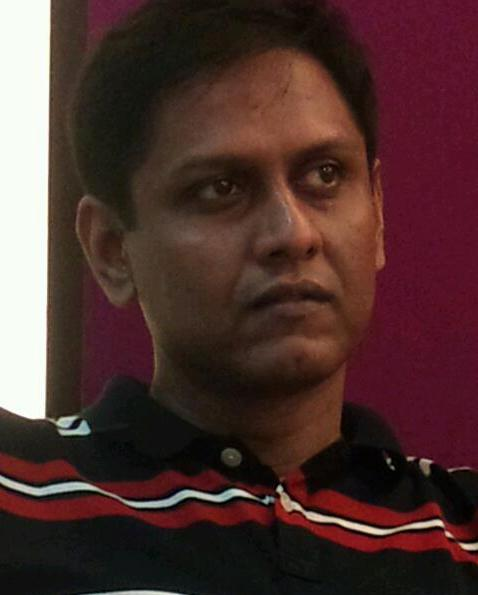
Dipankar Bhattacharjee

Dipankar Bhattacharjee (* 1. Februar 1972 in Guwahati) ist ein indischer Badmintonspieler.

## Karriere
Dipankar Bhattacharjee gewann 1987 den Titel im Herreneinzel bei den indischen Einzelmeisterschaften der Junioren. 1993 siegte er erstmals bei den indischen Einzelmeisterschaften der Erwachsenen. 1992 und 1996 nahm er an Olympia teil. Bei seiner ersten Teilnahme wurde er 9. im Herreneinzel und 17. im Doppel. Vier Jahre später startete er nur im Doppel und wurde erneut 17.

## Sportliche Erfolge
| Saison | Veranstaltung                              | Disziplin    | Platz | Name                                 |
| ------ | ------------------------------------------ | ------------ | ----- | ------------------------------------ |
| 1987   | Indien: Einzelmeisterschaften der Junioren | Herreneinzel | 1     | Deepankar Bhattacharjee              |
| 1992   | Olympia                                    | Herreneinzel | 9     | Deepankar Bhattacharya               |
| 1992   | Olympia                                    | Herrendoppel | 17    | Vimal Kumar / Deepankar Bhattacharya |
| 1993   | Indien: Einzelmeisterschaften              | Herreneinzel | 1     | Deepankar Bhattacharjee              |
| 1994   | Indien: Einzelmeisterschaften              | Herreneinzel | 1     | Deepankar Bhattacharjee              |
| 1995   | Indien: Einzelmeisterschaften              | Herreneinzel | 1     | Deepankar Bhattacharjee              |
| 1996   | Olympia                                    | Herreneinzel | 17    | Deepankar Bhattacharya               |